# Яо Мин
Яо Мин (на пинин: Yao Ming) е китайски професионален баскетболист, играл за „Хюстън Рокетс“ в Националната баскетболна асоциация (НБА). Избиран е осем пъти да стартира в Отбора на звездите на НБА в Западната конференция, и пет пъти викан в Сборния отбор на всички звезди на НБА. По време на последния си сезон като активен играч, той е най-високият баскетболист в НБА с ръст от 2.29 метра (7 фута и 6 инча).

## Биография
Роден в Шанхай, Китай, на 12 септември 1980 г., Яо започва да играе в младежкия отбор „Шанхайските акули“ още като тийнейджър, и после в продължение на пет години – в мъжкия им отбор в Китайската баскетболна асоциация (КБА), като през последната година отборът му печели шампионата на Асоциацията. След като се договаря с КБА и „Акулите“ трансфер в Щатите, Яо става играч на „Хюстън Рокетс“ като първи избран в драфт на НБА за 2002 година.
Достига 4 пъти до плейофите на НБА и „Рокетс“ печелят през 2009 година мачовете си от първите серии от плейофите, което се случва за първи път от 1997 г. През юли 2011 г. Яо обявява, че се оттегля от професионалния баскетбол след серия от контузии на краката и глезените, заради които пропуска 250 игри в рамките на последните си шест сезона. В осемте си сезона с „Рокетс“, Яо се нарежда шести сред лидерите по общ брой точки и борбите под коша, и втори в общия брой блокове.
Яо е един от най-популярните китайски атлети, с договори за спонсорства с няколко големи компании. През първата си година в НБА за него е заснет документалния филм „Годината на Яо“ и заедно с НБА анализатора Рик Бъчър е съавтор на автобиография, озаглавена „Яо: Живот в два свята“.

### Интернет мемe
Снимка на смеещия се Яо Мин, обработена до черно-бяла скица на основните контури на лицето, се превръща през 2010 година в глобален интернет мем, известен с наименованията „Fuck That Guy“ („Заеби го тоя“), „Dumb Bitch“ („Тъпа кучка“) или „Bitch Please“ („Кучко, я моля ти се“). Изображението се използва поотделно или в по-дълги уебкомикси, за да изобрази реакция на презрително отношение към човек или реплика в онлайн дискусия.
На снимката, използвана за мема, Яо Мин е сниман на пресконференция след края на баскетболен мач през май 2009 година. Яо прави физиономията, след като съотборникът му Рон Артест напуска пресконференцията. На 11 юли 2010 в пост на потребител „downlow“ в Reddit изображението е публикувано за първи път наред с много други и авторът потвърждава, че картинката е базирана на екранен кадър на Мин.